# Afganistán en los Juegos Olímpicos de Pekín 2008
Afganistán estuvo representado en los Juegos Olímpicos de Pekín 2008 por un cuatro deportistas, tres hombres y una mujer, que compitieron en dos deportes.
El portador de la bandera en la ceremonia de apertura fue el practicante de taekwondo Nesar Ahmad Bahave.

## Medallistas
El equipo olímpico afgano obtuvo las siguientes medallas:
| Nombre          | Deporte   | Competición |
| --------------- | --------- | ----------- |
| Oro             |           |             |
| —               |           |             |
| Plata           |           |             |
| —               |           |             |
| Bronce          |           |             |
| Rohullah Nikpai | Taekwondo | –58 kg M    |